# Pauliina Rauhala
Pauliina Rauhala (* 21. April 1977 in Siikajoki, Finnland) ist eine finnische Schriftstellerin.

## Leben
Pauliina Rauhala studierte an der Universität Oulu und arbeitete in Oulu als Finnischlehrerin. Mit Taivaslaulu debütierte sie 2013 als Schriftstellerin. Die Geschichte einer jungen Mutter, die nach vier Kindern Zwillinge erwartet und sich damit überfordert fühlt, wurde von Kritik und Publikum wohlwollend aufgenommen. Das Buch erreichte eine verkaufte Auflage von 40.000 Exemplaren. Rauhala wurde unter anderem mit der Danke-für-das-Buch-Medaille und, insbesondere wegen vieler christlicher Themen, auch für das christliche Buch des Jahres ausgezeichnet.
Rauhala lebt mit ihrem Mann und den drei gemeinsamen Söhnen in Oulu.

## Werke (Auswahl)
- Taivaslaulu (dt. Ein himmlisches Lied). Gummerus, Helsinki 2013, ISBN 9789512091287.